# Дудкін Сергій Петрович
Сергій Петрович Дудкін (5 (17) жовтня 1885 — 21 червня 1964) — радянський філолог і методист, професор.

## Біографічна довідка
Сергій Петрович Дудкін народився  5 (17) жовтня 1885 року.
В 1910 році закінчив історико-філологічний факультет Петербурзького університету. Працював викладачем російської мови та літератури у реальному училищі м. Темір-Хан-Шури (нині Буйнакск). Згодом вчителював в Омську.
З 1934 року працював у вищих навчальних закладах Ростова, П'ятигорська, Одеси.
В 1944—1960 роках завідував кафедрою російської мови Одеського державного педагогічного інституту імені К. Д. Ушинського.
В 1953 році захистив дисертацію і здобув науковий ступінь доктора педагогічних наук. В 1956 році присвоєно вчене звання професора.
Керував аспірантурою. Серед його учнів відомій мовознавець А. К. Смольська (1927—2004) — доктор філологічних наук, професор Одеського державного університету.
З 1961 року працював професором-консультантом в Одеському державному університеті.
Помер 21 червня 1964 року в м. Одеса.

## Наукова діяльність
Розробляв проблеми методики викладання російської мови у національних школах — в кабардинській, черкеській, в школах з болгарським складом учнів.

### Праці
- Уроки грамматики, письма и орфографии в начальной школе. — Ростов н. Д.: Сев. Кавказ, 1934. — 52 с.
- Изучение рода имен существительных в кабардинской школе. (К методике изучения русского языка).// Северо-Кавказский учитель. — 1936. — № 3. — С. 36 — 40.
- Русский глагол и методика его изучения в кабардинской школе.//Северо-Кавказский учитель. — 1936. — № 7. — С. 43 — 48.
- Вопросы преподавания русского языка в кабардинской и черкесской школах. — Нальчик, 1940. — 288 с.
- Лингвистические взгляды Н. Г. Чернышевского // Научные записки Одесского государственного педагогического института. — 1941. — Т. 6. — С. 151—173.
- Грамматические категории времени и вида в оценке К. А. Аксакова.// Наукові записки Одеського державного педагогічного інституту імені К. Д. Ушинського. — 1947 — T. VIII. — С. 233—241.
- Лингвистические основы методики преподавания фонетики и морфологи русского языка в кабардинской школе. — Т. 1 — 2. — Одесса, 1952. — 902 с.
- Лингвистические основы методики преподавания фонетики и морфологи русского языка в кабардинской школе: Автореферат диссертации… доктора педагогических наук. — Одесса, 1953. — 20 с.
- Лингвистические основы изучения склонения имени существительного русского языка в школах Украины с болгарским составом учащихся.// Наукові записки Одеського державного педагогічного інституту ім. К. Д. Ушинського. — 1956. — Т. XIII. На допомогу вчителю середньої школи. — С. 131—153.

## Родина
Син: Дудкін Мар Сергійович (1919—2004) — доктор хімічних наук, професор, лауреат Державної премії України. В 1956—1989 роках завідував кафедрою  органічної хімії Одеської національної академії харчових технологій